# Orden de la Gran Marcha Helada Siberiana
La Orden de la Gran Marcha Helada Siberiana fue fundada el 11 de febrero de 1920 por orden del comandante blanco ruso de las fuerzas del frente oriental de la guerra civil rusa,  el Mayor General Sergei Wojciechowski. Con el fin de establecer una condecoración distintiva dijo:
"Para recompensar a las tropas del Frente Oriental que sufrieron peligros y trabajos excepcionales en su caminata sin precedentes desde las márgenes del río Irtysh hasta el lago Baikal, se les dará una condecoración de la Orden Militar de la Gran Expedición Siberiana."
La condecoración fue concedida solo a individuos que habían participado en la Gran Marcha Helada Siberiana. El número de condecorados fue limitado por el número de soldados y refugiados que alcanzaron Transbaikalia desde el Frente Oriental. Los destacamentos que fueron liberados más tarde tenían el derecho a la condecoración solo por orden especial del comandante. La Orden Militar fue considerada hereditaria, y se permitió que pasara al hijo mayor de la familia en línea masculina.
- Datos: Q4192696